# Yémeda
Yémeda ist ein Ort und eine zentralspanische Gemeinde (municipio) mit 19 Einwohnern (Stand: 2024) im Osten der Provinz Cuenca in der Autonomen Region Kastilien-La Mancha. 

## Lage und Klima
Yémeda liegt auf der Westseite des Iberischen Gebirges in einer Höhe von ca. 870 m. Die Provinzhauptstadt Cuenca befindet sich gut 46 Kilometer (Fahrtstrecke) nordwestlich. Das Klima im Winter ist gemäßigt, im Sommer dagegen warm bis heiß. Regen (482 mm/Jahr) fällt das ganze Jahr über.

## Bevölkerungsentwicklung
| Jahr      | 1970 | 1981 | 1991 | 2001 | 2011 | 2021 |
| Einwohner | 147  | 77   | 40   | 29   | 44   | 17   |

## Sehenswürdigkeiten
- Kirche Mariä Engeln (Iglesia de Nuestra Señora de los Ángeles)

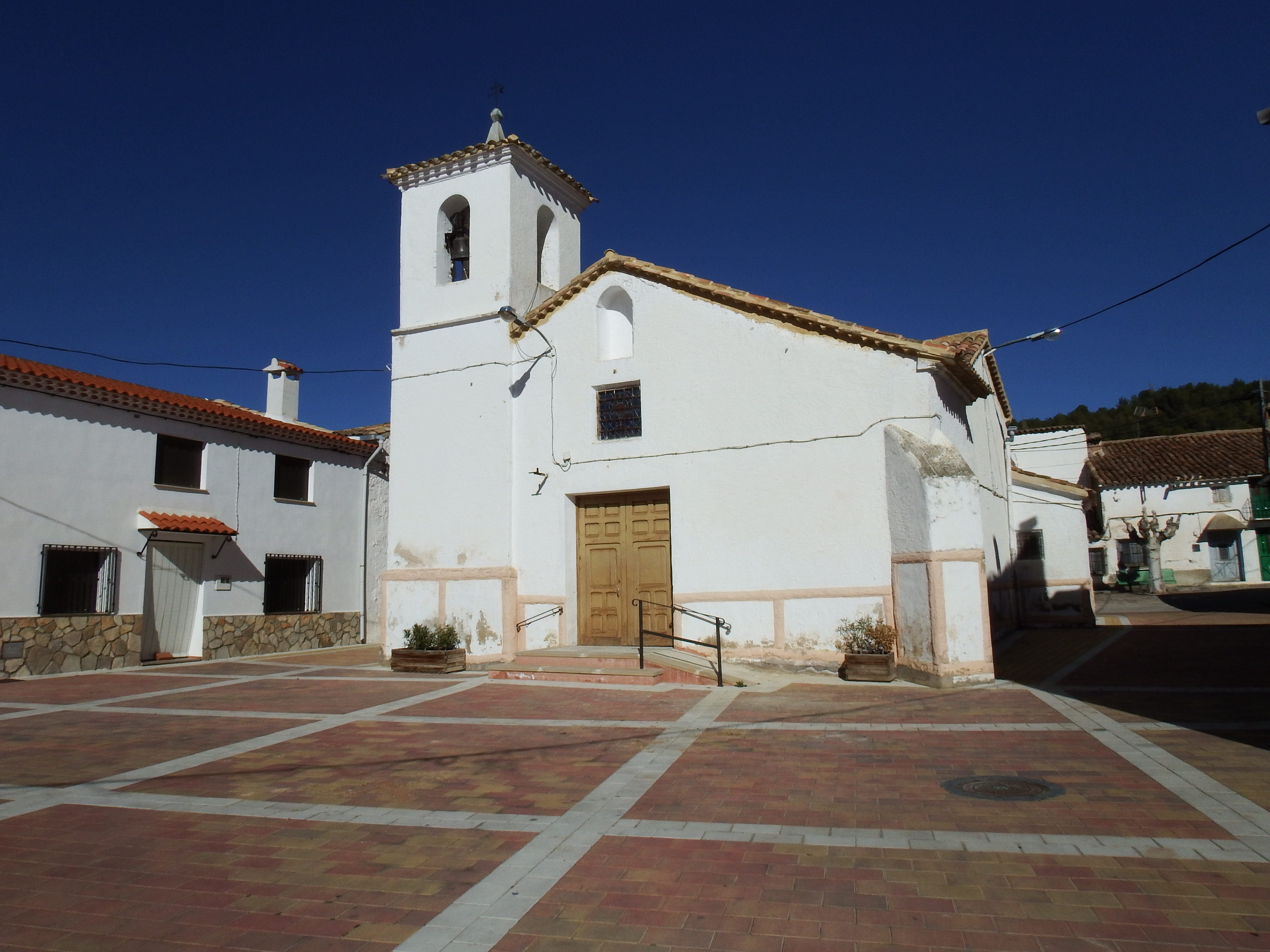
Kirche Mariä Engeln
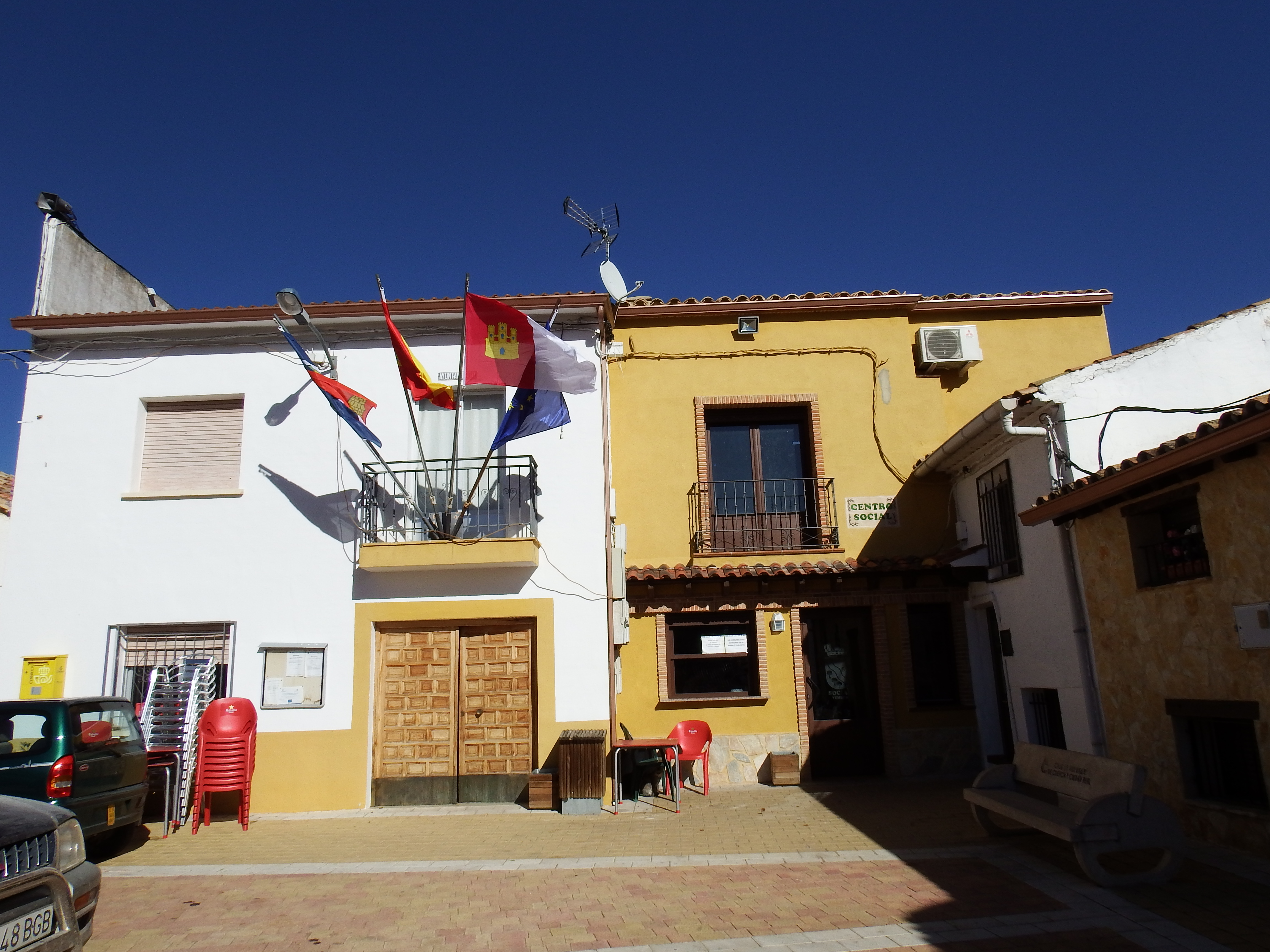
Rathaus